# Keisby
Keisby är en by i civil parish Lenton Keisby and Osgodby, i distriktet South Kesteven, i grevskapet Lincolnshire, i England. Byn är belägen 14 km från Grantham. Keisby var en civil parish 1866–1931 när blev den en del av Lenton Keisby and Osgodby. Civil parish hade 72 invånare år 1921. Byn nämndes i Domedagsboken (Domesday Book) år 1086, och kallades då Chisebi.